# 卷折馒头蟹
卷折馒头蟹（学名：Calappa lophos）为馒头蟹科馒头蟹属的动物。分布于日本、澳大利亚、印度尼西亚、泰国、印度、斯里兰卡、伊朗湾、非洲、台湾以及中国大陆的海南岛等地，生活环境为海水，主要生活于水深30-100米的软泥沙底上。